# Pawęza
Pawęza (Herburt V, Pawęża) – polski herb szlachecki, odmiana herbu Herburt.

## Opis herbu
Opis zgodnie z klasycznymi regułami blazonowania:
W polu czerwonym jabłko zielone, na którym zaćwieczony krzyż kawalerski złoty, przeszyte trzema mieczami: dwoma w skos i skos lewy, trzecim na opak. W klejnocie nad hełmem w koronie trzy pióra strusie.

## Najwcześniejsze wzmianki
Nieznana geneza odmiany.

## Herbowni
Guzikowski, Koziek, Kozrogowicz, Modzelewski, Mozalewski, Pawęski, Pawęzki, Pawęzowski, Powęski, Skarga, Worona, Woronicz

### Znani herbowni
- ksiądz Piotr Skarga
- hrabia Mateusz Żyniew